# John Hartson
John Hartson, valižanski nogometaš, * 5. april 1975, Swansea, Wales.
Za valižansko nogometno reprezentanco je odigral 51 tekem in dosegel 14 golov. Njegov oče Cyril Hartson je bil prav tako nogometaš.